# Dealul Cetății Lempeș - Mlaștina Hărman
Dealul Cetății Lempeș - Mlaștina Hărman este o arie protejată (sit de importanță comunitară — SCI) din România, desemnată în scopul protejării biodiversității și menținerii într-o stare de conservare favorabilă a florei spontane și faunei sălbatice, precum și a habitatelor naturale de interes comunitar aflate în arealul zonei de protecție. Aceasta se întinde pe o suprafață de 370,9 ha, integral pe uscat.

## Localizare
Situl se întinde pe teritoriile administrative ale comunelor Hărman și Sânpetru din județul Brașov. Centrul sitului Dealul Cetății Lempeș - Mlaștina Hărman este situat la coordonatele 45°43′21″N 25°39′20″E / 45.722528°N 25.655453°E.

## Înființare
Situl Dealul Cetății Lempeș - Mlaștina Hărman (ROSCI0055) a fost declarat sit de importanță comunitară în decembrie 2007 pentru a proteja 2 specii de plante și 2 specii de animale.

## Biodiversitate
Situată în ecoregiunea continentală, aria protejată conține 8 habitate naturale: Mlaștini turboase de tranziție și turbării mișcătoare, Mlaștini calcaroase cu Cladium mariscus și specii de Caricion davallianae, Mlaștini alcaline, Păduri de fag Asperulo-Fagetum, Păduri de stejar și carpen Galio-Carpinetum, Păduri stepice euro-siberiene cu Quercus spp., Păduri de stejar și de carpen dacice, Tufărișuri subcontinentale peripanonice.
La baza desemnării sitului se află mai multe specii protejate:
- plante (2): curechi de munte (Ligularia sibirica), moșișoare (Liparis loeselii)
- amfibieni (1): triton cu creastă (Triturus cristatus)
- nevertebrate (1): Ophiogomphus cecilia

Pe lângă speciile protejate, pe teritoriul sitului au mai fost identificate 37 de specii de plante, 4 specii de amfibieni, 1 specie de mamifere, 3 specii de nevertebrate, 2 specii de reptile.